# Transplant International
Transplant International, abgekürzt Transpl. Int., ist eine wissenschaftliche Fachzeitschrift, die vom Wiley-Blackwell-Verlag im Auftrag der European Society for Organ Transplantation, der European Liver and Intestine Transplant Association und der Deutschen Transplantationsgesellschaft veröffentlicht wird. Die Zeitschrift erscheint mit zwölf Ausgaben im Jahr. Es werden Arbeiten zum Thema Transplantation veröffentlicht.
Der Impact Factor lag im Jahr 2014 bei 2,599. Nach der Statistik des ISI Web of Knowledge wird das Journal mit diesem Impact Factor in der Kategorie Chirurgie an 50. Stelle von 198 Zeitschriften und in der Kategorie Transplantation an 13. Stelle von 25 Zeitschriften geführt.